# Martin de Beaune
Pour les autres membres de la famille, voir Famille de Beaune.
Martin de Beaune, mort à Tours le 2 juillet 1527, est archevêque de Tours de 1519 à 1527.

## Biographie
Il est le fils du surintendant Jacques de Beaune de Semblançay (v.1465-1527). C'est  le premier archevêque de Tours  nommé par le roi, en vertu du concordat de Léon X. 